# Sérétide
 (janvier 2024).
Si vous disposez d'ouvrages ou d'articles de référence ou si vous connaissez des sites web de qualité traitant du thème abordé ici, merci de compléter l'article en donnant les références utiles à sa vérifiabilité et en les liant à la section « Notes et références ».
Un sérétide est une association fixe d'un beta-2 agoniste à longue durée d'action, le Xinafoate de Salmétérol, et d'un gluco-corticoïde, le Propionate de Fluticasone.
Le produit est présenté sous trois dosages et deux formes galéniques.
Inhalateur de poudre dosé à 100, 250, et 500 micro grammes de Fluticasone avec toujours 50 micro grammes de Salmétérol. Posologie habituelle une inhalation matin et soir.
Aérosol doseur avec 50, 125, 250 micro grammes de Fluticasone et toujours 25 micro grammes de Salmétérol. Posologie habituelle deux inhalations matin et soir.
Produit et commercialisé par le laboratoire Glaxo Smith Kline.

## Indications thérapeutiques
- Asthme : Indiqué dans le traitement continu de l'asthme[2],[3], dans les situations où ce traitement est justifié : Le patient insuffisamment contrôlé par un corticoïde inhalé et un béta-2 agoniste à courte durée d'action (Ventoline) par voie inhalée à la demande, ou le patient contrôlé par un corticoïde inhalé et un béta-2 agoniste à courte durée d'action (Ventoline) par voie inhalée en continu.
- BPCO[4],[5] : Sérétide 500/50 inhalateur de poudre est indiqué dans le traitement symptomatique de la BPCO chez les patients dont la VEMS est inférieur à 60 % de la valeur théorique, et présentant des exacerbations répétées et des symptômes significatifs malgré un traitement par broncho-dilatateur continu.